# Hakea spathulata
Hakea spathulata är en tvåhjärtbladig växtart som först beskrevs av George Bentham, och fick sitt nu gällande namn av R.M. Barker. Hakea spathulata ingår i släktet Hakea och familjen Proteaceae. Inga underarter finns listade i Catalogue of Life.